# Akord eliptyczny

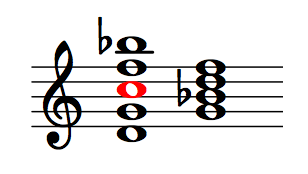
przykład zastosowania akordu eliptycznego: akord kwartowy bez dźwięku c^{2} sprowadzony do postaci tercjowej daje akord septymowy g-moll

Akord eliptyczny - akord, który nie zawiera jednego lub więcej ze składników. Pojęcie stosuje się najczęściej w harmonice XX wieku, szczególnie przy okazji akordyki syntetycznej (np. w akordzie mistycznym lub akordyce kwartowo-sekundowej Paula Hindemitha).